# (4660) Nereus
(4660) Nereus ist ein erdnaher Asteroid (Planetoid) vom Apollo-Typ.
Der Asteroid wurde am 28. Februar 1982 von Eleanor F. Helin am Mount Palomar Observatorium entdeckt und wurde nach Nereus, einem Titanen und Meeresgott der griechischen Mythologie benannt.
Nereus bewegt sich zwischen 0,95 AU (Perihel) und 2,02 AU (Aphel) in rund 1,8 Jahren um die Sonne. Die Bahnexzentrizität seiner um 1,4° gegen die Ekliptik geneigten Umlaufbahn beträgt 0,36.
Der Planetoid rotiert in 15,1 Stunden um die eigene Achse, die Albedo seiner Oberfläche beträgt etwa 0,55 und sein Durchmesser wird auf ca. 330 m geschätzt.
Nereus ist ein attraktives Objekt für Raumfahrt-Missionen, da er mit einem vergleichsweise geringen Energieaufwand (Delta v) erreicht werden kann. Aus diesem Grund war er auch das ursprüngliche Ziel der Hayabusa-Mission, deren Start für das Jahr 2002 vorgesehen war. Aufgrund eines Fehlstarts der My-V Trägerrakete im Februar 2000 musste der Start der Raumsonde aber verschoben und ein neues Ziel, (25143) Itokawa gewählt werden. Ferner sollte Nereus auch ein mögliches Ziel der inzwischen gestrichenen Raumsonde Near Earth Asteroid Prospector sein.